# Kira Roessler
Kira Roessler (New Haven, Connecticut, 12 de junho de 1962) é uma musicista e roteirista estadunidense. Foi integrante de uma das mais influentes bandas punk da história, o Black Flag, onde esteve à frente do baixo e voz de apoio.

## Biografia
Enquanto tocava em um concerto em Los Angeles pela banda punk DC3, membros do Black Flag viram-na tocar, acabando por convencê-la a juntar se à banda em substituição do ex-baixista e co-fundador Chuck Dukowski. Roessler estava se formando em engenharia aplicada pela UCLA, e as turnês subsequentes do Black Flag foram adaptados em torno de seu calendário escolar, sendo esta uma das condições para ela se juntar à banda. Foi baixista em cinco álbuns de estúdio do Black Flag. Ela permaneceu na banda até o final da turnê do álbum In My Head no outono de 1985, quando ela se formou na UCLA em 1986.
Após sua saída do Black Flag, ela formou um duo de baixo chamado Dos com Mike Watt (que fora seu marido de 1987 até 1994), que existe até hoje.  Ela também co-escreveu com Watt músicas do último álbum do Minutemen, 3-Way Tie (For Last), da banda post-Minutemen Firehose. Também contribuiu com a arte gráfica do primeiro disco solo de Watt, Ball-Hog or Tugboat?.
Roessler agora trabalha como editora de diálogos de filmes em Los Angeles. Ela é creditada (às vezes com seu nome completo, às vezes apenas como kira) em vários filmes como: Confessions of a Dangerous Mind (2002), Under the Tuscan Sun (2003), e The Twilight Saga: New Moon (2009), e também participou de documentários como We Jam Econo: The Story of the Minutemen e American Hardcore. Ela ganhou um Emmy pelo trabalho em John Adams (episódio "Don't Tread On Me") e foi indicada por outro trabalho na série. Ela participou do disco tributo Rise Above: 24 Black Flag Songs to Benefit the West Memphis Three de 2003, junto com outros artistas convidados, incluindo outros membros do Black Flag.
Em 06 de janeiro de 2011, ladrões arrombaram a casa de Kira e furtaram entre uma série de items, um baixo personalizado em escala 3/4 feito pelo luthier Mark Garza. Fãse amigos lançaram uma campanha online em blogs, Twitter, e Facebook para ajudar Kira recuperar o instrumento, que foi recuperado dez dias depois que o ladrão tentou vendê-lo a uma loja de instrumentos.
Seu irmão é o tecladista Paul Roessler, membro do The Screamers e do Crimony.

## Discografia
Twisted Roots
- Pretentiawhat (1981)

Black Flag
- Family Man (1984)
- Slip It In (1984)
- Live '84 [Live] (1984)
- Loose Nut (1985)
- The Process of Weeding Out [EP] (1985)
- In My Head (1985)
- Who's Got the 10½? [Live] (1986)

dos
- dos (1986)
- numero dos [EP] (1989)
- uno con dos (1989)
  - Compact disc compiling the first two Dos releases
- justamente tres (1996)
- dos y dos (2011)

AwkWard (com Devin Hoff)
- In Progress (2018)

Outros
- Minuteflag (1985)
- Rise Above: 24 Black Flag Songs to Benefit the West Memphis Three (2002)
- Gimmie Gimmie Gimmie: Reinterpreting Black Flag (2010)